# Corethrella japonica
Corethrella japonica är en tvåvingeart som beskrevs av Komyo 1954. Corethrella japonica ingår i släktet Corethrella och familjen Corethrellidae. Inga underarter finns listade i Catalogue of Life.